# Caleti

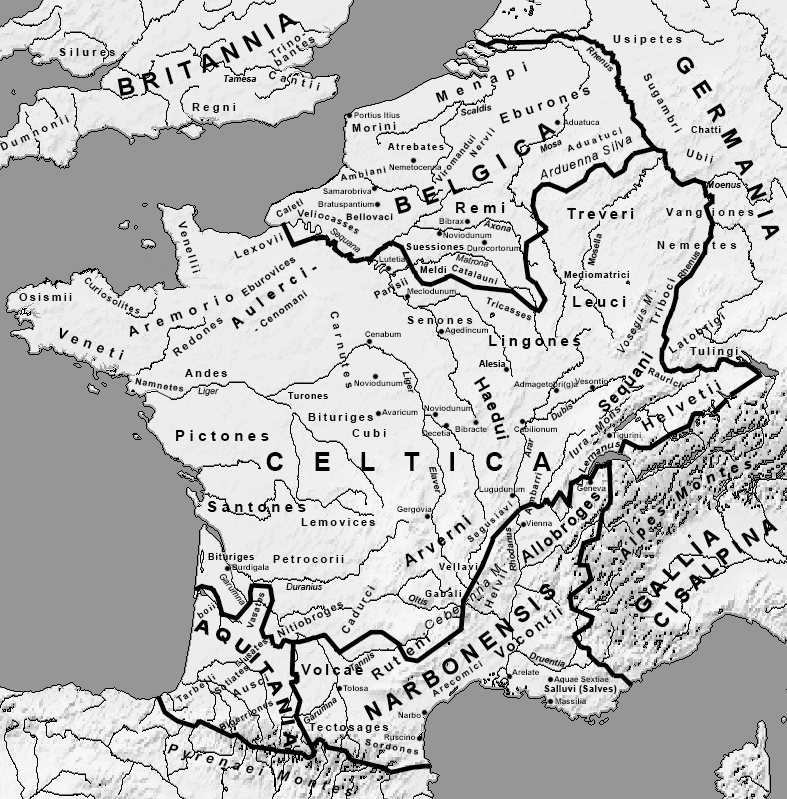
Gallië rond 54 v.Chr., met het gebied van de Caleti aangegeven

De Caleti waren een Keltisch Belgische volksstam die ten tijde van zijn onderwerping in 57 v.Chr. door Julius Caesar in een gebied aan de Kanaalkust woonde direct ten noorden van de Seine, in de Pays de Caux, een streek in huidig Normandië waaraan de stam zijn naam ontleende. De hoofdplaats van de Caleti was eerst de havenstad Caracotinum, het huidige Harfleur; later was hun hoofdplaats Juliobona (nu: Lillebonne). 
Belgische oosterburen waren de Bellovaci (rond het huidige Beauvais), waarmee de Caleti in een cliëntrelatie verkeerden en de Veliocasses, die meer stroomopwaarts langs de Seine woonden (rond Rouen); in het noorden woonden de Ambiani (bij Amiens).
De meeste informatie over de Caleti is ons overgeleverd uit de verslaglegging van Caesar in zijn Commentarii de bello Gallico, in Geographika van Strabo, in Naturalis Historia van Plinius de Oudere en in Geographia van Ptolemaeus.

## Romeinse tijd
In 57 v.Chr. namen de Caleti met 10.000 krijgers deel aan de coalitie van de Belgae tegen het Romeinse leger onder Julius Caesar, die hen echter onderwierp. In 52 v.Chr. voorzagen de Caleti de macht van Vercingetorix van hulptroepen ter grootte van 20.000 man, met de bedoeling het door de Romeinen belegerde Alesia te ontzetten. Het volgende jaar sloten de Caleti zich aan bij de Bellovaci en de Veliocasses, in hun opstand tegen de Romeinse bezetting. 
Toen de Romeinse overheersing in de vijfde eeuw n.Chr. verzwakte, verbonden de Caleti zich in een groot Armoricaans bondgenootschap onder leiding van de Veneti met als doel zich te ontdoen van de Romeinen. Het verbond bestond buiten deze laatsten verder uit de Gallische stammen der Namnetes, Coriosolitae, Redones, Abrincates, Venelli, Lexovii, Esuvii, Viducasses, Andecaves, Aulerci (Diablintes, Cenomani en Eburovices), Veliocasses en Parisii.